# A.A.無添加協會
A.A.無添加食品促進會（英語：Anti Additive Clean Label Organization），為最早提倡無食品添加劑之觀念，起源於歐洲及荷蘭，並以乾淨標籤為食品認證的一環。A.A.無添加促進會為全球性協會，致力推廣在食品內減少使用添加物，以全天然飲食為目標，與美國OLDWAYS（页面存档备份，存于）概念相似，藉由排除對人體有直接或間接傷害的人工添加物，進而建立長久的無添加環境。

## 組織
該組織並未限定國籍區域，在世界各地由各領域專家學者組成評鑑組織，以無添加認證機制及潔淨標章精神作為發展目標。此協會在歐亞澳各有據點，並在認證協助、國際事務、社會企業及研發等設有多個委員會。

## 認證
世界知名餐飲評鑑如米其林指南、Asia’s 50 Best Restaurants（页面存档备份，存于）、The World’s 50 Best Restaurants（页面存档备份，存于）等，皆以無添加工序為重要評選指標，A.A.認證
提倡Clean Label為主要精神，在推廣無添加理念之外，同時提供顯易判讀的標示。其參與歐洲德國標準化學會，並以國際食品法典委員會之準則為認證標準，使消費者能輕易判斷並瞭解的食品添加物內含多寡。
認證種類：
- 食品、餐廳認證
- 含糖量認證
- 日用品認證
- 寵物認證
- 化妝品認證
- 清真Plus認證

## 四大美食獎
頂級美味大獎（Superior Taste Award）是由位於比利時布魯塞爾的國際風味暨品質評鑑所（International Taste & Quality Institute，簡稱iTQi）所創立，荷蘭AA Taste Awards與比利時的世界食品品質評鑑獎、英國Great Taste（页面存档备份，存于）並列世界四大美食獎。

## 頒獎典禮
- 2016年獎項典禮於雪梨歌劇院舉辦
- 2017年頒獎典禮於泰國曼谷威斯汀素坤逸酒店舉辦
- 2018年頒獎典禮於香港W酒店舉辦
- 2019年頒獎典禮於日本千葉幕張展覽館舉辦（取消）
- 2020年與2021年合併舉辦頒獎典禮，因疫情取消

## 外部連結
- A.A. Taste Awards（页面存档备份，存于）
- E编码
- DIN Standards - DIN - Deutsches Institut für Normung（页面存档备份，存于）
- Clean Labelling（页面存档备份，存于）
- Oldways | A Food and Nutrition Nonprofit（页面存档备份，存于）
- The World’s 50 Best Restaurants（页面存档备份，存于）
- Michelin Guide（页面存档备份，存于）